# سيجا جينسيس كولكشن
سيجا جينسيس كولكشن (بالإنجليزية: Sega Genesis Collection)‏ (تعرف في منطقة بال باسم سيجا ميغا درايف كولكشن، بالإنجليزية: Sega Mega Drive Collection)، عبارة عن مجموعة من ألعاب الفيديو طورتها باكبون إنترتيمنت ونشرتها سيجا للبلاي ستيشن 2 وبلاي ستيشن بورتبل. تتضمن المجموعة ثمانية وعشرين لعبة سيجا جينيسيس من مجموعة متنوعة من الأنواع، بالإضافة إلى ألعاب سيجا للصالات الكلاسيكية غير القابلة للفتح، مع مجموعات مختلفة من ألعاب الصالات لإصدارات بلاي ستيشن 2 وبورتبل. صدرت تكملة في عام 2009 تسمى سونيك ألتميت جنيسيس كولكشن لجهاز بلاي ستيشن 3 وإكس بوكس 360.

## قائمة الألعاب
| اللعبة                         | سيجا جينسيس كولكشن | سونيك ألتميت جينسيس كولكشن | الملاحظات               |
| ------------------------------ | ------------------ | -------------------------- | ----------------------- |
| أليكس كيدز إن ذا إنشنتيد كاسل  |                    |                            |                         |
| الوحش المعدل                   |                    |                            |                         |
| بونانزا برذرز                  |                    |                            |                         |
| كولومنس                        |                    |                            |                         |
| كوميكس زون                     |                    |                            |                         |
| ديكاب أتاك                     |                    |                            |                         |
| إيكو ذا دالفين                 |                    |                            |                         |
| إيكو: ذا تايدز أوف تايم        |                    |                            |                         |
| إيكو جونيور                    |                    |                            |                         |
| فليكي                          |                    |                            |                         |
| جاين غراوند                    |                    |                            |                         |
| غولدن آكس                      |                    |                            |                         |
| غولدن آكس II [الإنجليزية]      |                    |                            |                         |
| غولدن آكس III [الإنجليزية]     |                    |                            |                         |
| كيد شاميليون                   |                    |                            |                         |
| فانتاسي ستار 2                 |                    |                            |                         |
| فانتاسي ستار 3 [الإنجليزية]    |                    |                            |                         |
| فانتاسي ستار 4 [الإنجليزية]    |                    |                            |                         |
| ريستار                         |                    |                            |                         |
| شادو دانسر: ذا سكريت أف شينوبي |                    |                            | غير متوفير في منطقة بال |
| شينوبي 3                       |                    |                            |                         |
| القنفذ سونيك                   |                    |                            |                         |
| القنفذ سونيك 2                 |                    |                            |                         |
| سوبر ثندر بلايد [الإنجليزية]   |                    |                            |                         |
| سورد أوف فيرميلون [الإنجليزية] |                    |                            |                         |
| فيكتورمان                      |                    |                            |                         |
| فيكتورمان 2                    |                    |                            |                         |
| فيرتشوا فايتر 2                |                    |                            |                         |

### ألعاب إضافية غير قابلة للفتح
تحتوي هذه المجموعة أيضًا على أكثر من خمسة وثلاثين دقيقة من المقابلات غير القابلة للفتح من سيجا اليابانية، و «متحف» يحتوي على حقائق حول الألعاب، ونصائح إستراتيجية وفن مربع لكل لعبة، بالإضافة إلى «ورقة غش سيجا» التي تتكون من الغش رموز لمعظم الألعاب، ومجموعة من ألعاب الأركيد غير القابلة للفتح، (بعضها من أوائل عصر Sega / Gremlin). تحتوي المجموعة أيضًا على مقطورات قابلة للفتح لـ فانتاسي ستار يونيسيرف وفيترشوا فايتر 5.
| اللعبة                   | سيجا جينسيس كولكشن | سيجا جينسيس كولكشن | سونيك ألتميت جنسيس كولكشن |
| اللعبة                   | بلاي ستيشن 2       | بلاي ستيشن بورتبل  | سونيك ألتميت جنسيس كولكشن |
| ------------------------ | ------------------ | ------------------ | ------------------------- |
| الوحش المعدل             |                    |                    |                           |
| فيوتشر سباي              |                    |                    |                           |
| تاك/سكان [الإنجليزية]    |                    |                    |                           |
| زاكسون [الإنجليزية]      |                    |                    |                           |
| زيكتور [الإنجليزية]      |                    |                    |                           |
| كونغو بونغو [الإنجليزية] |                    |                    |                           |
| إليمنيتور [الإنجليزية]   |                    |                    |                           |
| سبيس فيوري [الإنجليزية]  |                    |                    |                           |
| سوبر زاكسون [الإنجليزية] |                    |                    |                           |

## التقييم
| التقييم |                           |
| --- | ------------------------- |
| مجموع النقاط المجموع نقاط ميتاكريتيك 82/100 (PS2) 82/100 (PSP) نتائج المراجعة نشرة نقاط غيم سبوت 8.2/10 آي جي إن 8.6/10 |                           |
| مجموع النقاط |                           |
| المجموع | نقاط                      |
| ميتاكريتيك | 82/100 (PS2) 82/100 (PSP) |
| نتائج المراجعة |                           |
| نشرة | نقاط                      |
| غيم سبوت | 8.2/10                    |
| آي جي إن | 8.6/10                    |

تلقت لعبة سيجا جينسيس كولكشن مراجعات «مواتية بشكل عام»، وفقًا لمجمع المراجعة ميتاكريتيك. حصلت اللعبة على 8.2 من غيم سبوت و 8.6 من آي جي إن.